# 錫達 (堪薩斯州)
錫達（英語：Cedar）是一個位於美國堪薩斯州史密斯縣的城市。

## 地方資料
根據2020年美國人口普查的數據，錫達的面積為0.46平方千米，當中陸地面積為0.46平方千米，而水域面積為0.00平方千米。當地共有人口11人，而人口密度為每平方千米23.91人。